# George Alencherry
George Alencherry (Thuruthy, 19. travnja 1945.) veliki je nadbiskup u miru Siro-malabarske katoličke Crkve nakon što je na toj dužnosti služio od 2011. do 2023. godine. Također je kardinal Katoličke Crkve.
Dana 18. veljače 2012., papa Benedikt XVI. uzdigao je Alencherryja u rang kardinala tijekom ceremonije u Bazilici Svetog Petra, čime je postao kardinal-svećenik crkve San Bernardo alle Terme.